# Luiz Sérgio Duarte da Silva
Luiz Sérgio Duarte da Silva ist ein brasilianischer Historiker und Soziologe.
Silva studierte Geschichtswissenschaften und promovierte 1996 in Soziologie an der Universität Brasília. Er machte Forschungsaufenthalte an der Universität Las Palmas de Gran Canaria, am Kulturwissenschaftlichen Institut Essen und an der Nationalen Autonomen Universität von Mexiko. Heute ist er Professor an der Bundesuniversität von Goiás.
Silva ist bekannt für seine Werke zur urbanen Moderne Brasiliens und seinen ästhetischen Ansatz zu Brasília. Sein meistzitiertes Buch ist A construção de Brasília: modernidade e periferia.